# قارخون (شرور)
قارخون (به لاتین: Qarxun) یک منطقه مسکونی در جمهوری آذربایجان است که در شهرستان شرور واقع شده است. قارخون ۱۹۲۴ نفر جمعیت دارد.